# Gregorio Jové Piñán
Gregorio Jové Piñán († 25 d'abril de 1911) fou un polític espanyol.
Fou diputat pel Partit Liberal pel districte de La Bañeza (província de León) a les eleccions generals espanyoles de 1901, pel districte de Tremp a les eleccions generals espanyoles de 1903 i pel districte de Brihuega (província de Guadalajara) a les eleccions generals espanyoles de 1905.